# Puchar Polski w siatkówce plażowej mężczyzn
Puchar Polski w siatkówce plażowej mężczyzn – cykliczne, krajowe turnieje siatkówki plażowej mężczyzn, zaliczane do Grand Prix Polski.
Za przeprowadzenie rozgrywek w siatkówce plażowej mężczyzn, w tym Pucharu Polski, odpowiada Polski Związek Piłki Siatkowej. Turnieje mogą być organizowane przez osoby, instytucje, a także Wojewódzkie Związki Piłki Siatkowej, które złożą do PZPS-u ofertę na organizację zawodów. Minimalna pula nagród finansowych wynosi 20000 zł.
Turnieje o Puchar Polski zaliczane są do rankingu PZPS jako turnieje eliminacyjne do turnieju finałowego o Mistrzostwo Polski seniorów.

## Zwycięzcy
| Rok                                             | Turniej                                                             | Triumfatorzy                         | Finaliści                         | III miejsce                         |
| ----------------------------------------------- | ------------------------------------------------------------------- | ------------------------------------ | --------------------------------- | ----------------------------------- |
| 2002                                            | Finał Pucharu Polski w siatkówce plażowej mężczyzn Częstochowa 2002 | Daniel Pliński Damian Lisiecki       | Zbigniew Żukowski Dariusz Luks    | Piotr Głogowski Krzysztof Hajbowicz |
| 2009                                            | Finał Pucharu Polski w siatkówce plażowej mężczyzn Radom 2009       | Dominik Witczak Damian Lisiecki      | Grzegorz Klimek Rafał Szternel    | Przemysław Jeton Michał Bernyś      |
| 2010                                            | Finał Pucharu Polski w siatkówce plażowej mężczyzn Radom 2010       | Dominik Witczak Grzegorz Klimek      | Rafał Szternel Damian Wojtasik    | Sebastian Sobczak Damian Słomka     |
| 2011                                            | Puchar Polski w siatkówce plażowej mężczyzn Kozienice 2011          | Dominik Witczak Michał Makowski      | Damian Wojtasik Rafał Szternel    | Piotr Kantor Bartosz Łosiak         |
| 2013                                            | Plaża Gotyku Toruń 2013                                             | Dominik Witczak Rafał Matusiak       | Maciej Rudol Maciej Kosiak        | Paweł Pełka Bartłomiej Kujawiak     |
| W latach 2014–2015 Pucharu Polski nie rozegrano |                                                                     |                                      |                                   |                                     |
| 2016                                            | Bella Plaża Gotyku Toruń 2016                                       | Bartłomiej Malec Bartłomiej Kiernoz  | Adam Parcej Bartłomiej Dzikowicz  | Maciej Kałuża Martin Chniewicz      |
| 2017                                            | Lewiatan Beach Ball Przysucha 2017                                  | Piotr Łukasik Marcin Ociepski        | Michał Kądzioła Bartłomiej Malec  | Roman Andrys Adam Andrys            |
| 2018                                            | Plaża Open 2018 Białystok                                           | Jędrzej Brożyniak Piotr Janiak       | Bartłomiej Malec Michał Kądzioła  | Maciej Kałuża Adrian Sdebel         |
| 2019                                            | Plaża Open 2019 Białystok                                           | Jędrzej Brożyniak Piotr Janiak       | Paweł Lewandowski Maciej Kałuża   | Roman Andrys Adam Andrys            |
| 2020                                            | Plaża Open 2020 Białystok                                           | Michał Korycki Jarosław Lech         | Rafał Maluchnik Paweł Pietkiewicz | Piotr Ilewicz Josip Pribanic        |
| 2021                                            | Plaża Open 2021 Białystok                                           | Jakub Zdybek Paweł Lewandowski       | Jakub Nowak Michał Kądzioła       | Bartosz Lewicki Tomasz Maziarek     |
| 2022                                            | Nie rozegrano                                                       | Nie rozegrano                        | Nie rozegrano                     | Nie rozegrano                       |
| 2023                                            | Puchar Polski w siatkówce plażowej kobiet i mężczyzn - Wojsławice   | Patrikas Stankevičius Audrius Knašas | Tomasz Jaroszczak Jarosław Lech   | Jędrzej Brożyniak Marcin Ociepski   |
| 2024                                            | Plaża Open 2024 Białystok                                           | Piotr Groszek Igor Ciemachowski      | Jan Król Mikołaj Miszczuk         | Robert Kozłowski Piotr Filipowicz   |

## Zobacz także
- Mistrzostwa Polski w siatkówce plażowej mężczyzn
- Mistrzostwa Polski w siatkówce plażowej kobiet
- Plaża Open